# The Re-Education of Molly Singer
The Re-Education of Molly Singer es una película de comedia estadounidense de 2023 escrita por Todd M. Friedman y Kevin Haskin, dirigida por Andy Palmer y protagonizada por Britt Robertson.

## Reparto
- Britt Robertson como Molly Singer
- Ty Simpkins como Elliot
- Jaime Pressly como Brenda
- Nico Santos como Ollie
- Cierra Ramírez como Lindsay

## Estreno
La película se estrenó en cines y en video bajo demanda el 29 de septiembre de 2023.